# شيء
الشيء في اللغة هو ما يصلح أن يعلم ويخبر عنه.
وقيل الشيء عبارة عن الوجود وهو اسم لجميع المكونات، عرضا كان أو جوهرا ويصح أن يعلم ويخبر عنه.
وفي الاصطلاح هو الموجود الثابت المتحقق في الخارج.
وفي الحساب عدد مجهول يصير في أثناء العمل جذرا
والشيء عند كثير من المتكلمين هو اسم مشترك المعنى، ويقع على الموجود والمعدوم.